# Karl Rahner
Karl Rahner S.J. (Friburgo de Brisgovia, Imperio Alemán, 5 de marzo de 1904-Innsbruck, Austria, 30 de marzo de 1984) fue un teólogo católico alemán considerado como uno de los más importantes del siglo XX.
Su teología influyó al Segundo Concilio Vaticano. Su obra Fundamentos de la fe cristiana (Grundkurs des Glaubens), escrita hacia el final de su vida, es su trabajo más desarrollado y sistemático, la mayor parte del cual fue publicado en forma de ensayos teológicos. Rahner había trabajado junto a Yves Congar, Henri de Lubac y Marie-Dominique Chenu, teólogos asociados a una escuela de pensamiento emergente denominada Nouvelle Théologie, los elementos de que se había criticado en la encíclica Humani Generis del papa Pío XII y que fueron calificados de modernismo.

## Teología

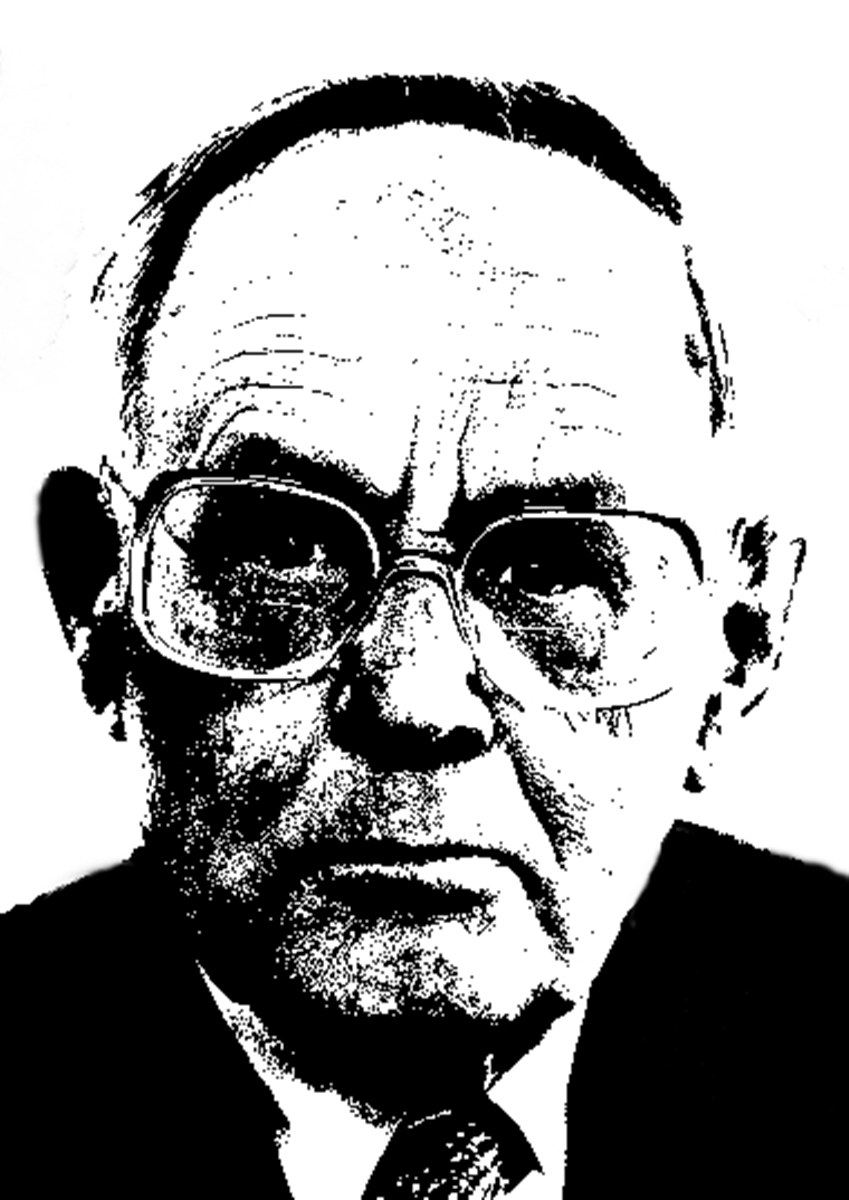
Representación monocroma de Karl Rahner.

Puede que su ensayo más importante fuese La Trinidad, que declaraba que “la Trinidad económica es la Trinidad inmanente, y la Trinidad inmanente es la Trinidad económica”. Lo que Rahner sintetizó con esta expresión es que el Dios del propio don (Geschenk, que tiene también el sentido de “regalo”) es para la cristiandad el mismo Dios que Dios en Sí mismo (“inmanente”). La completitud de la existencia humana ocurre al recibirse el don divino de su ser, alcanzable plenamente solamente a través de la visión beatífica del fin de los tiempos, pero presente en el tiempo anterior como gracia.
La base de la teología de Rahner es que todos los seres humanos tienen una conciencia latente de Dios en cualquier experiencia de limitación del conocimiento o libertad como sujetos finitos. Dado que tal experiencia es necesaria, pues constituye la “condición de posibilidad” de cualquier conocimiento o libertad como tal, Rahner emplea el lenguaje de Kant para describir esta experiencia como “experiencia trascendental”.
Tal es el alcance de la idea de Rahner del “conocimiento natural de Dios”—el que puede ser conocido por la razón antes de la llegada de la revelación. Sólo se puede aproximar a Dios asintóticamente, de la forma que Rahner denomina “misterio absoluto”. Aunque se pueden suministrar pruebas de la existencia de Dios, estas pruebas sólo se refieren a la ineludible orientación del misterio que constituye—por necesidad trascendental— la naturaleza del ser humano.
Para Rahner, la doctrina central del cristianismo es la gracia. Es un término técnico que describe el mensaje central del evangelio: Dios se ha comunicado. La presencia del regalo de Dios, persistente e infalible en la vida de Cristo, sólo impedida por los errores de las interpretaciones depravadas e idólatras de este acontecimiento, es el punto central de la doctrina de la gracia. La gracia, según Rahner, es un elemento constitutivo tanto de la realidad objetiva de la revelación (la Palabra proclamada) y el principio subjetivo de la Escucha (con el Espíritu). 

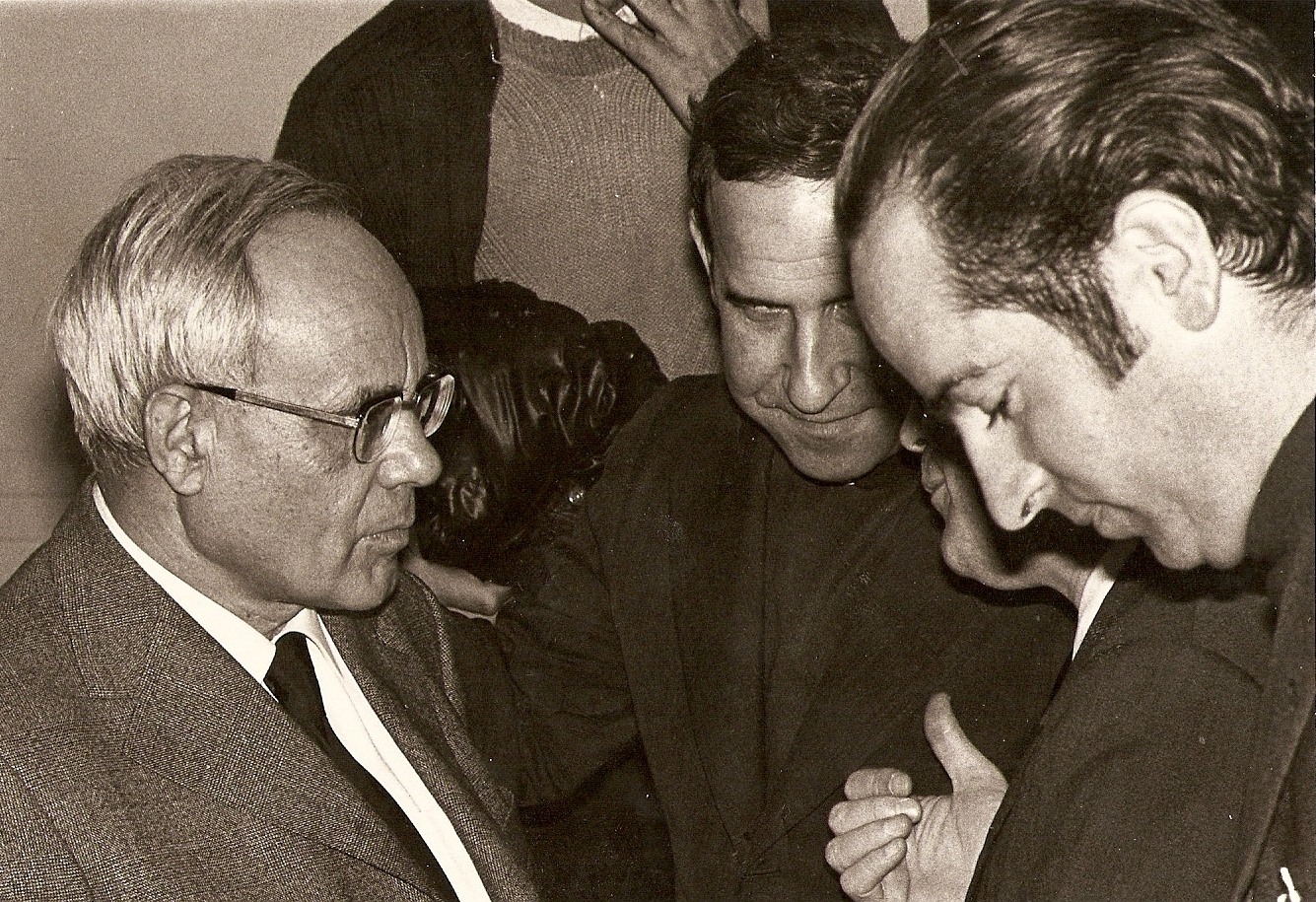
Karl Rahner y Manuel Cabada Castro. Madrid, 1974.

La interpretación particular de Rahner del modo en el que la gracia se manifiesta es que la gracia es una modificación permanente de la naturaleza humana hacia una existencia sobrenatural (tomando prestado el término a Heidegger). La gracia, bajo la luz del cristianismo, es un elemento constitutivo de la existencia del hombre. Por esta razón, Rahner duda de la posibilidad real de un estado de naturaleza pura (natura pura, existencia humana sin el involucramiento de la gracia), que le parece meramente imaginario.
Las fuentes filosóficas de la teología de Rahner incluyen a Tomás de Aquino, leído desde la perspectiva de la filosofía continental liberal transcendatalista kantiana. Rahner recibió clases de Heidegger en la Universidad de Friburgo.
Su papel durante el Concilio Vaticano II fue tan importante, que es considerado padre del mismo. Él fue uno de los precursores más beligerantes del cambio en la Iglesia Católica que anunció Juan XXIII. Durante el concilio, dijo sobre el episcopado español: «La mayoría de los obispos españoles piensan que sólo venimos a abolir el Vaticano I. Son una suerte de monofisitas papales que nos consideran a nosotros (los partidarios de una reforma) como nestorianos episcopalistas».
En 1973 le fue conferido el Premio Sigmund Freud de Prosa Académica.